# Rhin (Elba)
El Rhin (en frisó Rin) és un afluent de l'Elba d'uns 40 km que neix a Glückstadt a l'estat de Slesvig-Holstein (Alemanya) de l'aiguabarreig del Herzhorner Rhin i del Kremphorner Rhin. Desemboca al port de Glückstadt a l'Elba mitjançant dues rescloses i una estació de bombatge.
El Rhin i els seus afluents desguassen els aiguamolls i els prats molls a l'oest de la conca del Krückau i del Langenhalsener Wettern i a l'est de l'Stör. La seva desembocadura es troba sota el nivell mitjà del mar amb la conseqüència que només podia desguassar a baixamar. Fins al 1951, les seves aigües s'evacuaven passivament per a dues rescloses de desguàs, que s'obrien automàticament quan el nivell de l'Elba era inferior a el del Rhin. Aquest dispositiu va adverar-se insuficient, com que per temps de pluges forts o de tempesta, quan justament el risc d'inundació és superior, el nivell de l'Elba no baixava prou de temps per poder evacuar un volum suficient d'aigua. El 1950 va decidir-se la construcció d'una estació de bombatge que va inaugurar-se el 29 de setembre del 1951. Aquesta estació protegeix una zona d'unes 1000 hectàrees contre el risc d'aigua alta.
Des de la construcció de les rescloses, el riu ja no està sotmès al moviment de la marea. No és navegable per a embarcacions comercials, però és aficionat per a excursions amb canoa. Antigament, el riu era utilitzat per velers plans, els Rhin Ewer o Kohl Ewer caracteritzats per la pintura bigarrada que servien per a transportar els llegums dels horts dels voltants. Ja el 1929 quasi tots aquests velers havien desaparegut.

## Principals afluents
De la desembocadura cap a la font. Tret dels afluents majors, el Rhin s'alimenta d'una plètora de wetterns sense nom.
- Schwarzwasser
- Herzhorner Rhin
  - Spleth
    - Löwenau
      - Hungerwettern
      - Kamerländer Au
        - Borndeichwettern

  - Weißes Wasser
    - Sommerlander Wettern
      - Wohldgraben

    - Grönlander Wettern
      - Schnellwettern
        - Horstgraben
- Kremper Rhin
  - Sandritt
  - Schliekwettern
  - Landscheide
  - Alte Wettern
    - Neue Wettern